# Calverleigh
Calverleigh är en by i civil parish Loxbeare, i distriktet Mid Devon, i grevskapet Devon i England. Byn är belägen 22 km från Exeter. Calverleigh var en civil parish fram till 1885 när blev den en del av Loxbeare. Civil parish hade 83 invånare år 1881. Byn nämndes i Domedagsboken (Domesday Book) år 1086, och kallades då Calodelie/Calodeleia.